# Parafia św. Prokopa w Kłóbce
Parafia Świętego Prokopa w Kłóbce – parafia rzymskokatolicka, znajdująca się w diecezji włocławskiej, w dekanacie chodeckim. 

## Duszpasterze
- proboszcz: ks. Leszek Buczkowski (od 2006)

## Kościoły
- kościół parafialny: Kościół św. Prokopa w Kłóbce
- kościół filialny: Kościół Matki Bożej Częstochowskiej z Brzeźna w skansenie w Kłóbce
- kaplica filialna: Kaplica w Lutoborzu